# Carlos Augusto Monteiro
Carlos Augusto Monteiro (* 8. März 1948) ist ein brasilianischer Ernährungswissenschaftler.

## Leben
Carlos Augusto Monteiro studierte von 1967 bis 1972 Medizin an der Universidade de São Paulo (USP). Nach einem Master in Präventivmedizin (1977) wurde er 1979 in Public Health promoviert, beides ebenfalls an der USP. Von 1979 bis 1981 arbeitete Monteiro als Post-Doc an der Columbia University. 1989 wurde er zum ordentlichen Professor an der Fakultät für Public Health der USP berufen. Von 1990 bis 1992 arbeitete er in der Ernährungsabteilung der Weltgesundheitsorganisation in Genf und war Gastprofessor an den Universitäten von Bonn und Genf. 1992 kehre er nach São Paulo zurück und leitet seitdem das Center for Epidemiological Research in Nutrition and Health at USP (NUPENS/USP). 

## Wirken
Monteiros besondere Forschungsschwerpunkte sind die öffentliche Gesundheit in unterentwickelten Landesteilen Brasiliens sowie die Verhinderung von Übergewicht und anderen „Zivilisationskrankheiten“ im Zuge des wachsenden Wohlstandes. Zum zweiten Punkt entwickelte er mit seinem Team die inzwischen weltweit benutzte NOVA-Skala, um den steigenden Verzehr von hochverarbeiteten Lebensmitteln zu messen.
Er ist wissenschaftlicher Chefherausgeber der brasilianischen Zeitschrift für Öffentliche Gesundheit Revista de Saude Publica (Stand November 2022) und war Mitherausgeber der Zeitschriften Public Health Nutrition und BMC Public Health. Seit 2010 ist er Mitglied des Expertenbeirats der WHO für Ernährungsfragen.

## Ehrungen und Auszeichnungen
Die brasilianische Akademie für Kinderheilkunde verlieh Monteiro 2006 ihren Preis in der Kategorie „Veröffentlichte Arbeiten“. 2009 zeichnete ihn Thomson Reuters mit dem Preis für wissenschaftliche Produktivität und Wirkung in der Kategorie Sozialwissenschaften aus. Die Panamerikanische Gesundheitsorganisation verlieh ihm 2010 den Abraham-Hortwitz-Preis für Exzellenz und Leadership im Gesundheitswesen beider Amerika, der seit 1975 einmal im Jahr an eine Person vergeben wird.
Seit 2008 ist Carlos Monteiro Mitglied der Brasilianischen Akademie der Wissenschaften. 2012 wurde er Vollmitglied der Akademie der Wissenschaften des Staats São Paulo.

## Publikationen
Die wissenschaftliche Literatur- und Zitationsdatenbank Web of Science weist Carlos Augusto Monteiro als Autor oder Mitautor von über 260 Fachartikeln mit einem h-Index von 70 aus und führt ihn für die Jahre 2018 bis 2022 durchgängig als „hochzitierten Wissenschaftler im Feld der Sozialwissenschaften“. Zu seinen meistzitierten Publikationen gehören die folgenden Artikel:
- C. A. Monteiro, E. C. Moura, W. L. Conde, B. M. Popkin: Socioeconomic status and obesity in adult populations of developing countries: a review. In: Bulletin of the World Health Organization. In: Bulletin of the World Health Organization. Band 82, Nr. 12, Dezember 2004, S. 940–946, PMID 15654409, PMC 2623095 (freier Volltext).
- Carlos Augusto Monteiro, Jean-Claude Moubarac, Geoffrey Cannon, Shu Wen Ng, Barry M. Popkin: Ultra-processed products are becoming dominant in the global food system. In: Obesity Reviews. Band 14, 23. Oktober 2013, S. 21–28, doi:10.1111/obr.12107.
- Carlos Augusto Monteiro, Geoffrey Cannon, Jean-Claude Moubarac, Renata Bertazzi Levy, Maria Laura da Costa Louzada, Patrícia Constante Jaime: The UN Decade of Nutrition, the NOVA food classification and the trouble with ultra-processing. In: Public Health Nutrition. Band 21, Nr. 1, 2018, S. 5–17, doi:10.1017/S1368980017000234.